# Romain Dumas
Romain Dumas (ur. 14 grudnia 1977 roku w Alès) – francuski kierowca wyścigowy i rajdowy.

## Kariera
Dumas rozpoczął karierę w wyścigach samochodowych w 1995 roku od startów we Francuskiej Formule Renault Campus, gdzie raz zwyciężył. Z dorobkiem 215 punktów uplasował się tam na czwartej pozycji w klasyfikacji generalnej. W późniejszych latach pojawiał się także w stawce Francuskiej Formuły Renault, Francuskiej Formuły 3, Formuły Plamer Audi, Formuły 3000, French GT Championship, Europejskiego Pucharu Formuły 3, 24-godzinnego wyścigu Le Mans, FIA GT Championship, Le Mans Series, All-Japan GT Championship, Europejskiej Formuły 3000, American Le Mans Series, 1000 km Le Mans, Porsche Supercup, Toyota Atlantic Championship, Niemieckiego Pucharu Porsche Carrera, Le Mans Endurance Series, Grand American Rolex Series, 24h Nürburgring, VLN Endurance, FIA GT2 European Cup, Intercontinental Le Mans Cup, FIA World Endurance Championship, City of Dreams Macau GT Cup oraz Blancpain Endurance Series. Od 2012 roku startuje również w domowych rundach WRC.
W Formule 3000 Francuz został zgłoszony do ostatniej rundy sezonu 1999 z francuską ekipą Oreca. Nie zakwalifikował się jednak do wyścigu.
W 2002 roku Dumas pełnił rolę kierowcy testowego ekipy Renault F1 w Formule 1.